# Ega (maire du palais)
Pour les articles homonymes, voir EGA.
Ega ou Aega (639-640 ou 641) est un maire du palais de Neustrie qui administra le royaume de concert avec la reine mère Nantilde (638), veuve de Dagobert Ier, pendant la minorité de Clovis II.
Il fut maire du palais de Neustrie (629-640) maire du palais de Bourgogne (638-640).
À la suite de la mort de celui-ci, Erchinoald lui succéda.
Il fut aussi successeur de saint Éloi comme premier ministre du roi Dagobert de 636 à 639.